# Самокиш Леонід Михайлович
Леонід Михайлович Самокиш (1929, село Новоолексіївка, тепер Волноваського району Донецької області — загинув 11 липня 1982) — український радянський діяч, сталевар Донецького металургійного заводу імені Леніна. Депутат Верховної Ради УРСР 8—9-го скликань.

## Біографія
Народився в селянській родині. З 1946 року — колгоспник.
У 1949 році закінчив ремісниче училище в місті Сталіно (Донецьку).
З 1949 року — підручний сталевара, з 1959 по 11 липня 1982 року — сталевар мартенівського цеху Сталінського (Донецького) металургійного заводу імені Леніна. Був наставником молоді на заводі.
Освіта середня. Член КПРС з 1957 року.
Загинув в автомобільній аварії 11 липня 1982 року.

## Нагороди
- орден Леніна
- орден Жовтневої Революції
- медалі
- лауреат Державної премії СРСР (1979)
- заслужений металург Української РСР